# Psammotettix seriphidii
Psammotettix seriphidii är en insektsart som beskrevs av Alexander Fyodorovich Emeljanov 1962. Psammotettix seriphidii ingår i släktet Psammotettix och familjen dvärgstritar. Inga underarter finns listade i Catalogue of Life.